# Новые Котлицы
Новые Котлицы — деревня в Муромском районе Владимирской области Российской Федерации, входит в состав Ковардицкого сельского поселения.

## География
Деревня расположена в 14 км на северо-запад от центра поселения села Ковардицы и в 20 км на северо-запад от Мурома.

## История
В писцовых книгах 1629-30 годов село Малые Котлицы значится за братьями Чертковыми, тогда в селе была деревянная церковь Обретения Честной Главы Святого Иоанна Предтечи. В окладных книгах 1676 года в селе указаны церковь Честного Пророка Иоанна Предтечи, дворы попа Григория, дьячков, просвирницын двор, помещиков Гаврила Черткова и Василия Черткова и 19 крестьянских дворов. В 1726 году местный вотчинник стольник Яков Гаврилович Чертков вместо бывшей деревянной церкви построил каменный храм. В 1886 году построена была новая колокольня. Престолов в храме было три: главный в честь Зачатия Святого Иоанна Предтечи, в трапезе теплой во имя Святого Николая Чудотворца и Святого апостола Иакова, брата Господня. В конце XIX века приход состоял из села Новых Котлиц и деревень: Сельца, Бабурина, Антонова, в которых по клировым ведомостям числилось 146 дворов, 414 мужчин и 461 женщин. В селе Новые Котлицы имелась церковно-приходская школа, учащихся в 1896 году было 35. В годы Советской Власти церковь была полностью разрушена.
В конце XIX — начале XX века село являлось центром Новокотлицкой волости Муромского уезда.
С 1929 года село являлось центром Ново-Котлицкого сельсовета Муромского района, позднее в составе Савковского сельсовета, с 2005 года — в составе Ковардицкого сельского поселения.

## Население
| 1859 |
| ---- |
| 223  |

| 1859 | 1905 | 1926 | 2002 | 2010 | 2012 | 2021 |
| ---- | ---- | ---- | ---- | ---- | ---- | ---- |
| 223  | ↘210 | ↗225 | ↘3   | →3   | ↗6   | ↘5   |